# Antoine Laurain
Pour les articles homonymes, voir Laurain.
 (janvier 2022).
Si vous disposez d'ouvrages ou d'articles de référence ou si vous connaissez des sites web de qualité traitant du thème abordé ici, merci de compléter l'article en donnant les références utiles à sa vérifiabilité et en les liant à la section « Notes et références ».
Antoine Laurain est un écrivain français né à Paris en 1972.

## Carrière littéraire
Antoine Laurain fait des études de cinéma à l’université, il réalise des courts-métrages et écrit des scénarios. En parallèle, il se passionne aussi pour l’art et devient l’assistant d’un antiquaire, ce qui l’amène à parcourir régulièrement les salles des ventes et les salons d’antiquité. C’est le milieu des collectionneurs qui lui inspirera son premier roman : Ailleurs si j'y suis, qui reçoit le Prix Drouot en 2007. Suivront Fume et tue (2008) et Carrefour des Nostalgies (2009).  
En 2012, Le Chapeau de Mitterrand sera l'un des succès littéraires de la rentrée de janvier. Le roman obtient le prix Landerneau découverte et le Prix Relay des voyageurs. Traduit en 17 langues, dont l'anglais sous le titre The president's hat (Gallic Books), le roman se classera en 2013 parmi les meilleures ventes d'une traduction française au Royaume-Uni. Antoine Laurain effectue à la rentrée 2013 une tournée aux USA « The president's hat tour » à l'invitation des librairies indépendantes américaines. La tournée de quinze jours l’emmène dans 10 villes. En 2015, Le Chapeau de Mitterrand est adapté pour la télévision sur France 2. 
La femme au carnet rouge sort en 2014, le roman sera traduit en 22 langues dont l'anglais sous le titre The red notebook (Gallic Books), l'allemand Liebe mit zwei Unbekannten (Hoffmann und Campe), l'italien La donna dal taccuino rosso (Einaudi). En 2016, Liebe mit zwei Unbekannten entre dans la catégorie best-seller au classement Spiegel ainsi que Der Hut des Präsidenten qui monte à la huitième place des meilleures ventes en Allemagne.  
En 2016 sort Rhapsodie française aux éditions Flammarion. Antoine Laurain retourne aux USA pour le « French Rhapsody tour », une tournée de six villes en neuf jours qui confirme la popularité de ses romans hors des frontières françaises. 

## Anecdote
Le 11 avril 2020, Camilla Shand, épouse du prince Charles et Duchesse de Cornouailles, publie sur le compte Instagram de Clarence House une liste de neuf romans dont elle recommande la lecture durant la période de confinement liée au Covid 19. Un seul titre français aura été retenu : La femme au carnet rouge d’Antoine Laurain. Connu en langue anglaise sous le titre : "The red Notebook". 
Ses romans, en langue anglaise, seront désormais accompagnés, sur leurs couvertures, par la mention: " Parisian perfection " H.M The Queen Consort." Cette accréditation royale fait référence à la recommandation de la Duchesse de Cornouailles, désormais Reine consort en titre du royaume. Désormais nommée "Queen Camilla". 

## Publications
- Ailleurs si j'y suis, 2007. Roman. (Le Passage) - Prix Drouot 2007[2]
- Fume et tue, 2008. Roman. (Le Passage)
- Carrefour des nostalgies, 2009. Roman. (Le Passage)
- Le Chapeau de Mitterrand, 2012. Roman. (Flammarion) - Prix Relay 2012[3] - Prix Landerneau découverte 2012.
- La Femme au carnet rouge, 2014. Roman. (Flammarion)
- Rhapsodie française, 2016. Roman. (Flammarion)
- Millésime 54, 2018. Roman (Flammarion)
- Le Service des manuscrits, 2020 Roman (Flammarion)
- Et mon cœur se serra, en collaboration avec Le Sonneur 2021. Roman. (Flammarion)
- Les Caprices d'un astre, 2022 Roman (Flammarion) Prix du Cercle de l'Union Interalliée 2023. Grand prix Jules Verne 2023.
- Dangereusement douce, 2023, Flammarion
- La Dictée, 2025, Flammarion.